# برایان کبیلکا
برایان کنت کُبیلکا (به انگلیسی: Brian Kent Kobilka)، فیزیولوژیست‌ امریکایی و برنده جایزه نوبل شیمی در سال ۲۰۱۲ میلادی است.
وی که به دلیل پژوهش‌هایش در زمینه گیرنده جفت‌شونده با پروتئین جی اشتهار یافته، استادتمام دانشگاه استنفورد است.

## زندگی
او در ۳۰ مهٔ ۱۹۵۵ در لیتل فالز، مینه‌سوتا متولد شده است. در سال ۱۹۸۱ در دانشگاه مینه‌سوتا موفق به اخذ مدرک کارشناسی در رشته‌ی زیست‌شیمی گردید. سپس مدرک دکترای پزشکی خود را در دانشگاه ییل کسب نمود و دوره تخصص پزشکی را در رشته پزشکی داخلی گذراند. در سال ۱۹۸۹ به عنوان استادیار وارد دانشگاه استنفورد شد و در سال ۲۰۱۲ میلادی جایزه نوبل شیمی را به اشتراک رابرت لفکوفیتس برنده شد.